# 王建勋 (武警)
王建勋，男，山西壽陽人，中共二十大代表丶中華人民共和國政治丶軍事人物，中國共產黨黨員。

## 生平
歷任武警總部干部丶
武警甘肃总队政委丶武警甘肃总队政治部主任丶武警少將軍階。